# John Pankow
John Pankow (nascido a 28 de abril, 1954) é um actor de filmes e teatro americano. Mais conhecido pelo seu trabalho em séries de televisão, principalmente no papel de Ira Buchman em Mad About You.

## Biografia e Carreira
John Pankow nasceu em St. Louis, no estado de Missouri, mas cresceu em Chicago, Illinois. Ele é irmão do músico James Pankow, trombonista e um dos fundadores da banda Chicago. A maioria de seus trabalhos foi no teatro, mas ficou conhecido por seus trabalhos em filmes e séries de TV, quando atuou de 1981 a 2002. Depois de 2004, ele voltou a atuar em peças teatrais da Broadway, em uma re-encenação da peça Twelve Angry Men. Porém, seu mais reconhecido trabalho foi no papel de Ira Buchman, na sitcom Mad About You, quando interpretou o primo de Paul Reiser. Pankow é casado com a atriz Kristine Sutherland.

## Filmografia

##### Cinema e filmes feitos para TV somente (TV)
- Advice and Dissent (2002) .... Jeffrey Goldman
- Life as a House (2001) .... Bryan Burke
- The Object of My Affection (1998) .... Vince McBride
- A Stranger Among Us (1992) .... Levine
- Year of the Gun (1991) .... Italo Bianchi
- Mortal Thoughts (1991) .... Arthur Kellogg
- Talk Radio (1988) .... Dietz
- Monkey Shines (1988) .... Geoffrey Fisher
- Johnny Be Good (1988) .... Lou Landers
- The Secret of My Succe$s (1987) .... Fred Melrose
- Viver e Morrer em Los Angeles (1985) .... John Vukovich
- First Steps (1985) (TV) .... Fred
- Fome De Viver (1983) .... primeiro garoto jovem da cabine telefônica
- The Chosen (1981) .... Bully
- Life on the Mississippi (1980) (TV) .... George Richie
- You Ruined My Life (1987) (TV) .... Dexter Bunche

##### Séries de TV
- Episodes (2011-presente).... Merc Lapidus
- Law & Order: Criminal Intent (2006).... Phil Lambier
- Without a Trace (2004) .... Brian Owen
- Ally McBeal (2002) .... Barry Dekumbis (2 episódios)
- Mad About You (1993-1994) .... Ira Buchman (94 episódios)
- Law & Order (1992) .... Charles Meadow
- The Days and Nights of Molly Dodd (1990-1991) .... Ron Luchesse
- Leg Work (1987) .... Chuck Savin
- Spenser: For Hire (1987) .... Billy Hanratty
- Search for Tomorrow (1986) .... pai de O'Hanlan
- Miami Vice (1984) .... Floyd Higgins
- The Doctors (1981-1982) .... Danny Martin

##### Peças Teatrais da Broadway (mais recentes)
- The Prime of Miss Jean Brodie (2006)
- Twelve Angry Men (2004)
- Measure for Measure (2001)

## Ligações Externas
- John Pankow no Internet Movie Database